# 데보라 콤파뇨니
데보라 콤파뇨니(이탈리아어: Deborah Compagnoni, 1970년 6월 4일~)는 이탈리아의 알파인 스키 선수이다. 알파인 스키 역사상 최초로 올림픽 3회 참가하여 모두 금메달을 획득한 선수이다. 올림픽에서 금메달 3개, 은메달 1개, 세계 선수권 대회에서 금메달 3개를 획득했으며, 알파인 스키 월드컵에서 대회전 부문 우승 1회를 달성했다.

## 같이 보기
- 올림픽 이탈리아 선수단